# 阿拉德 (以色列)

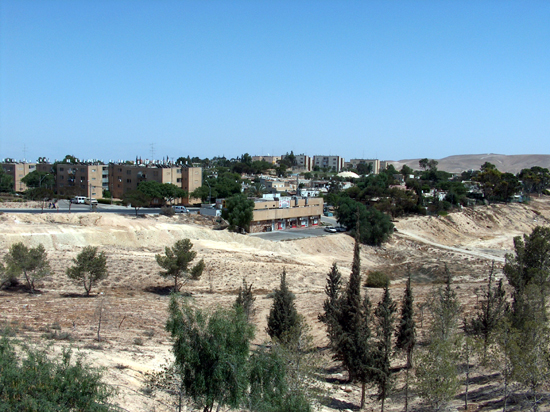

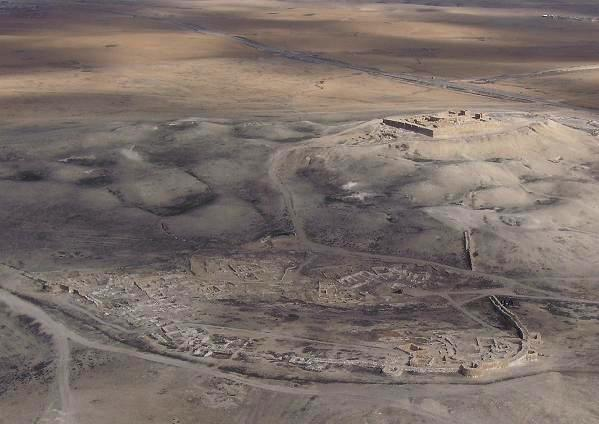

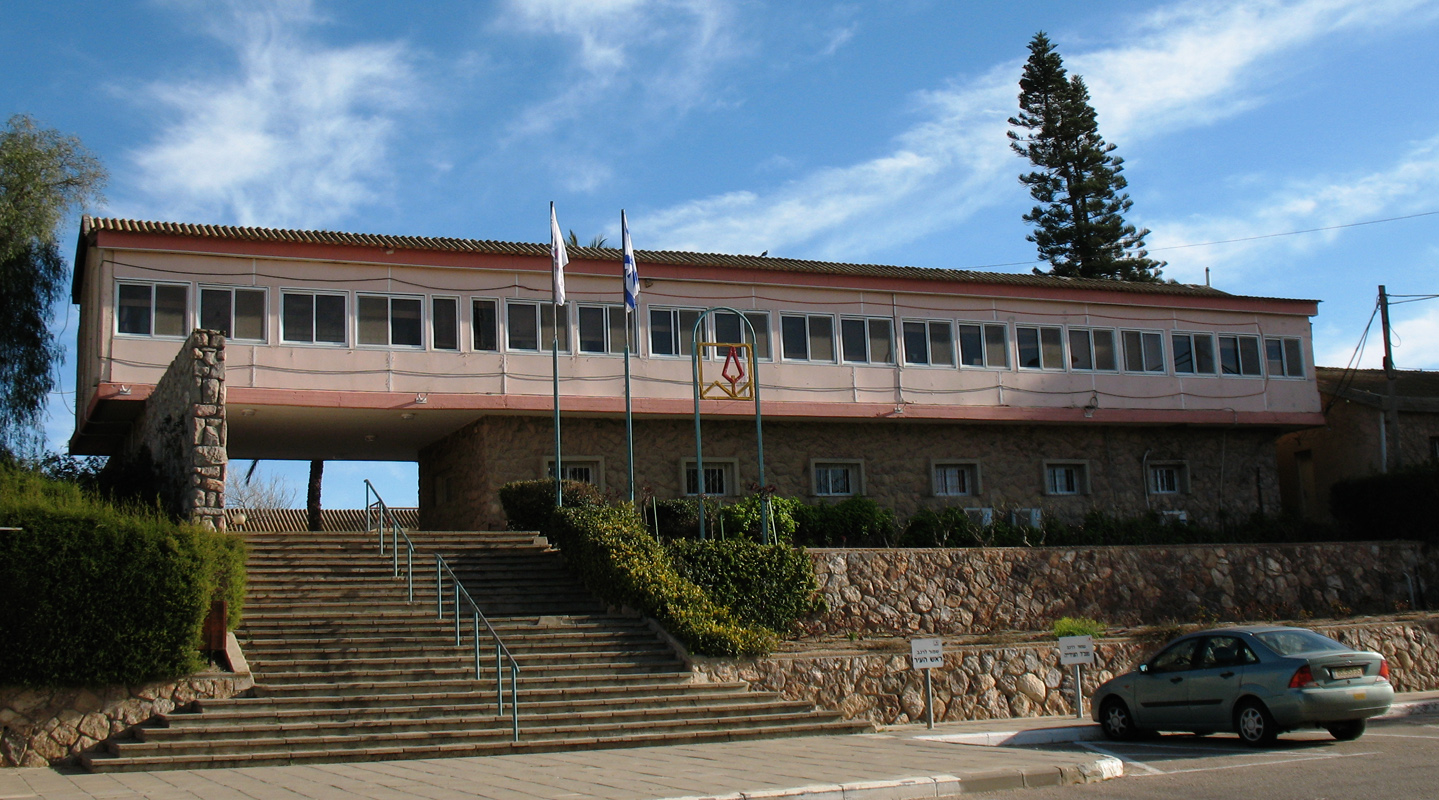

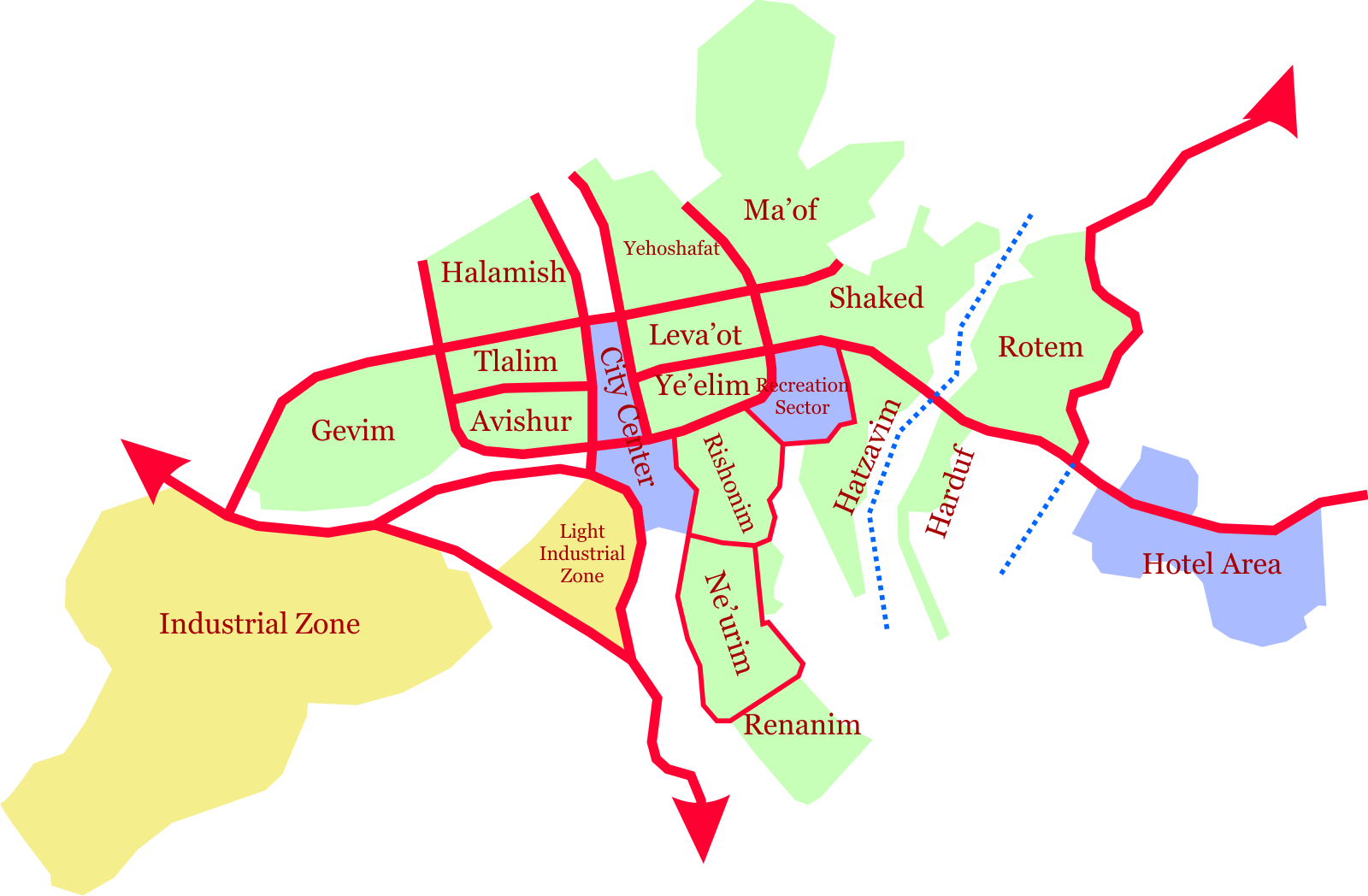

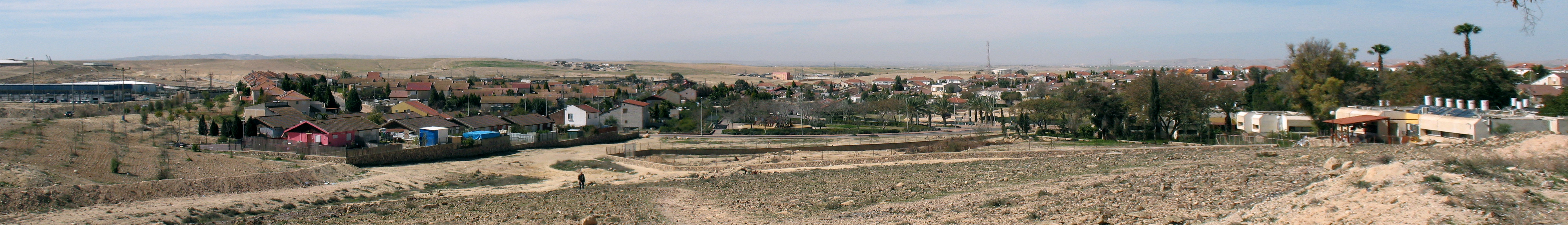

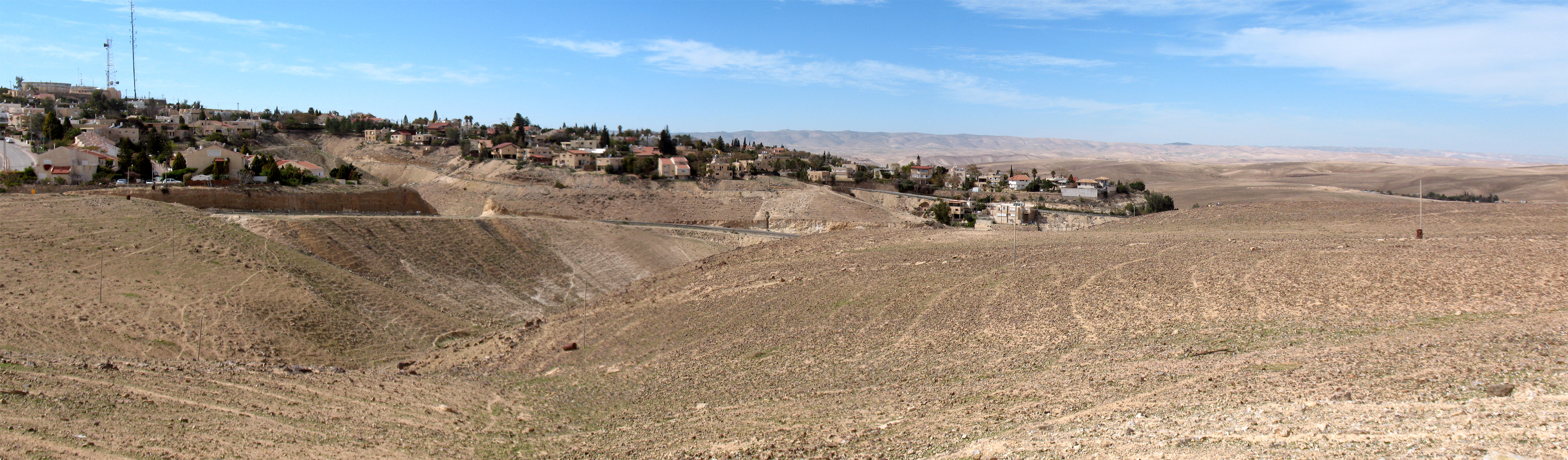

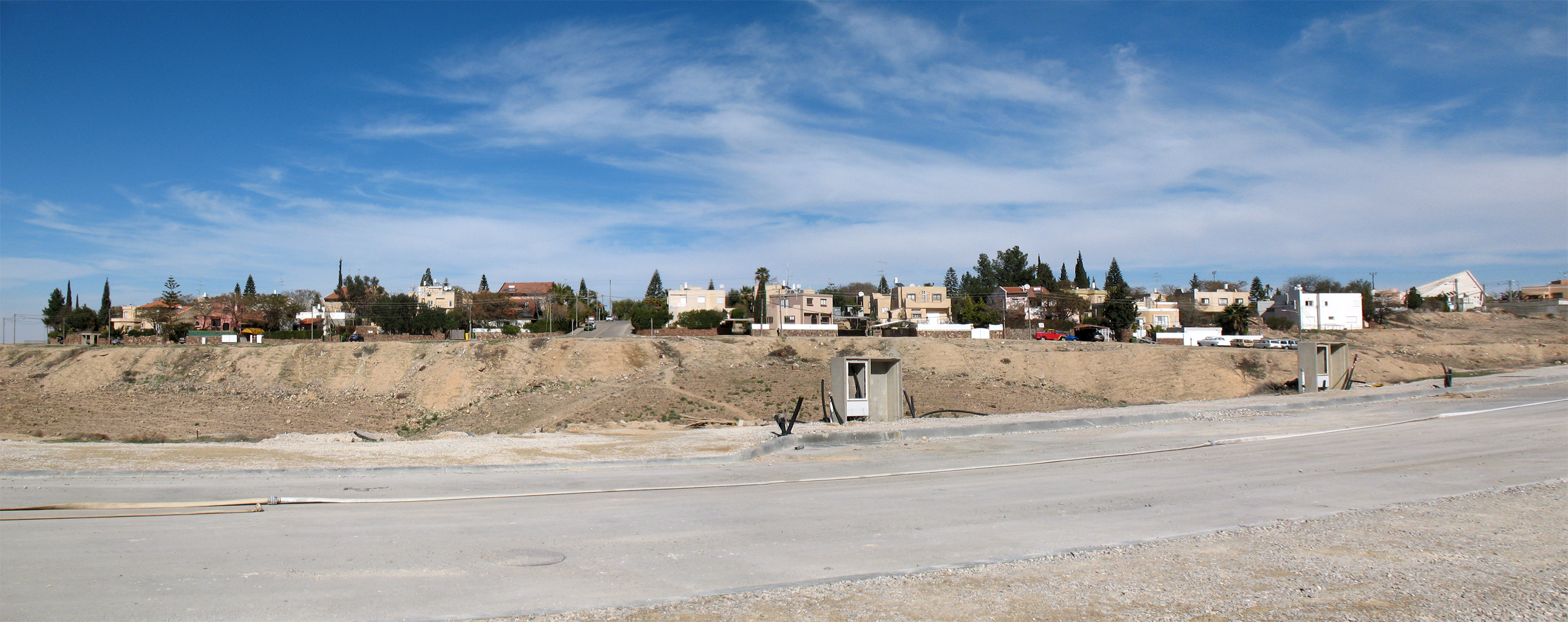

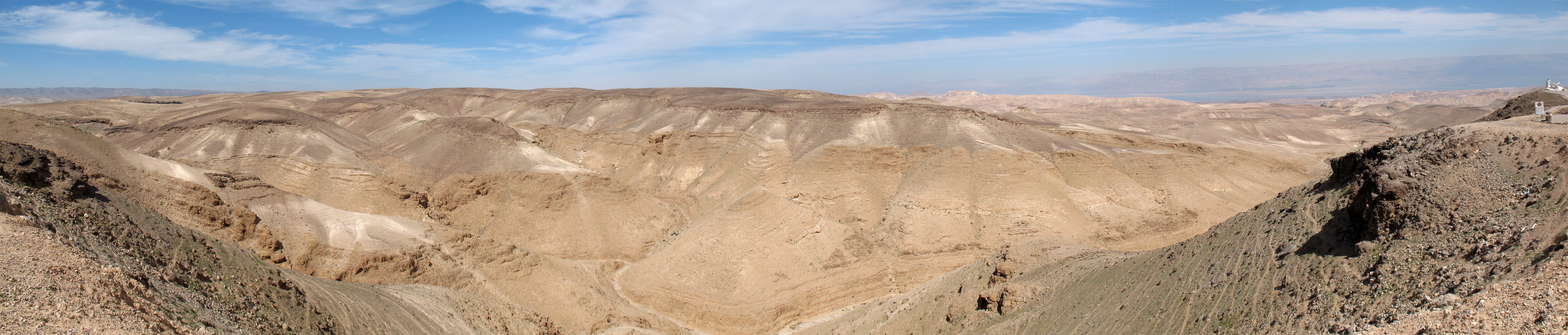

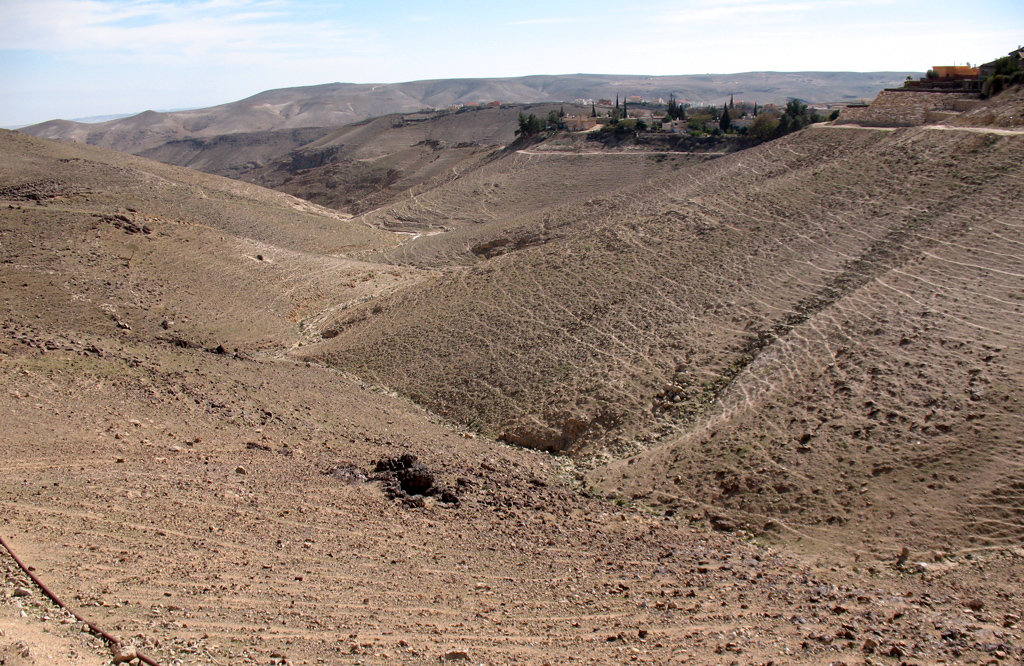

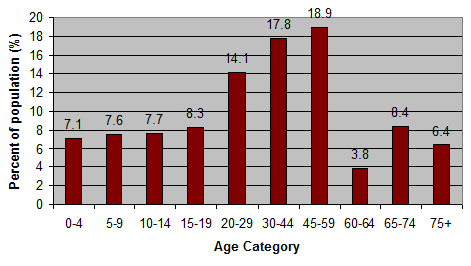

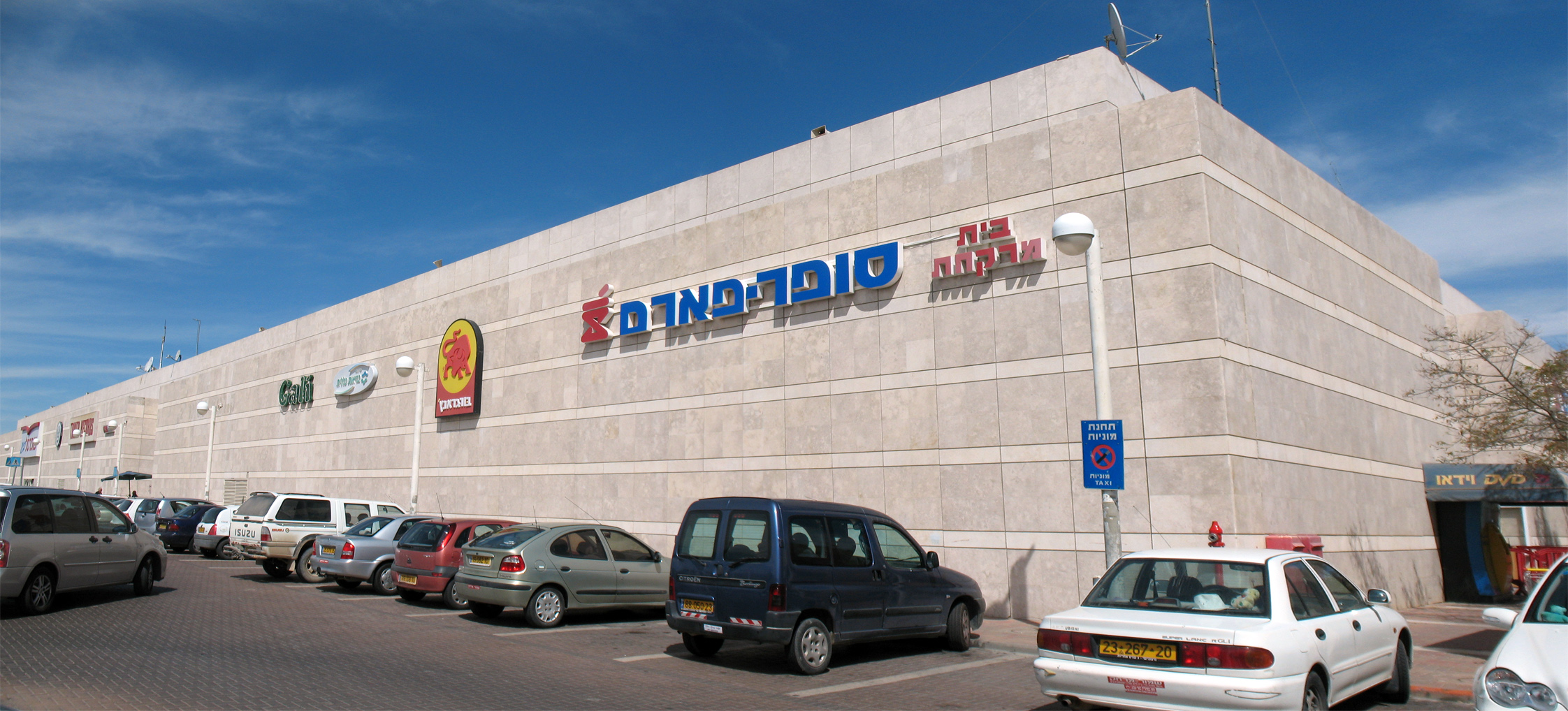

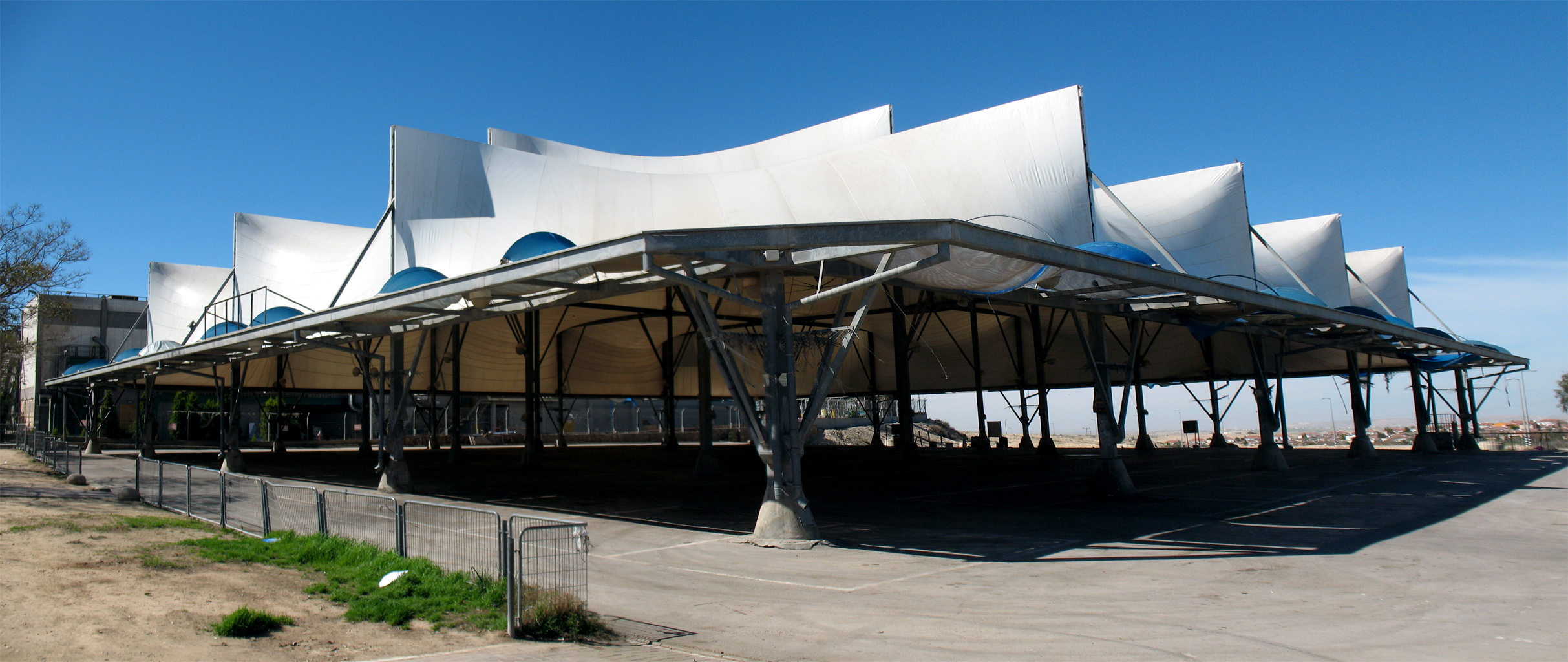

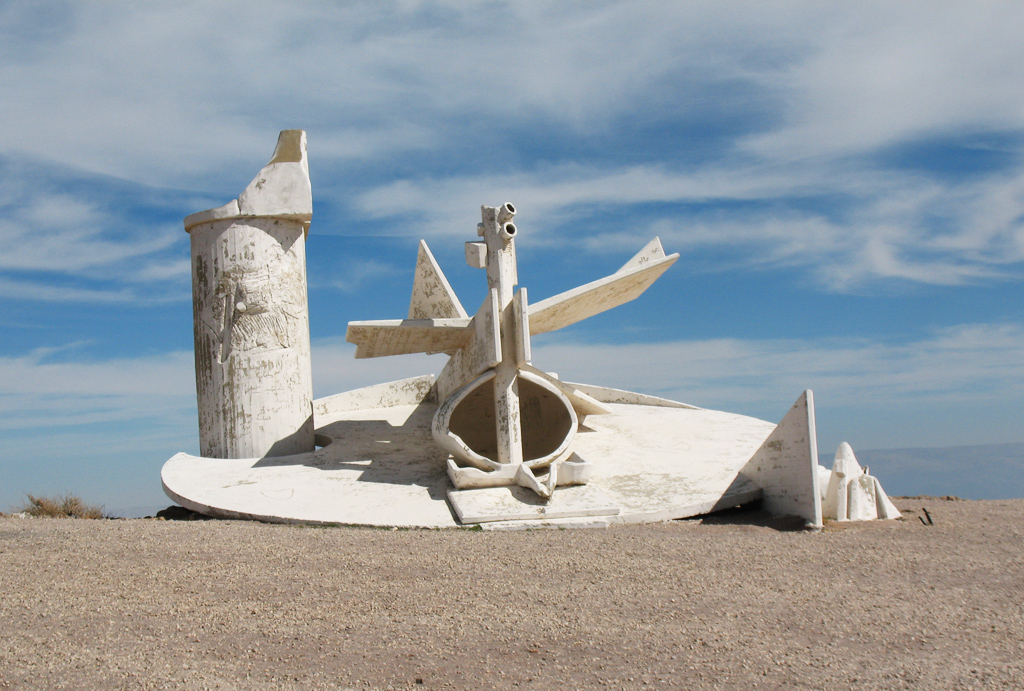

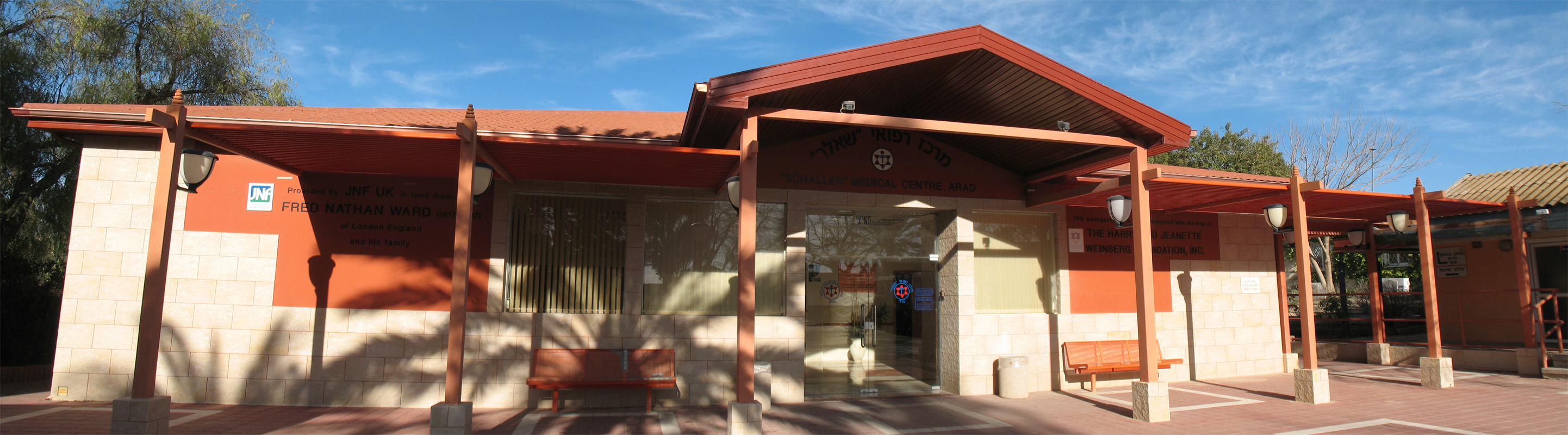

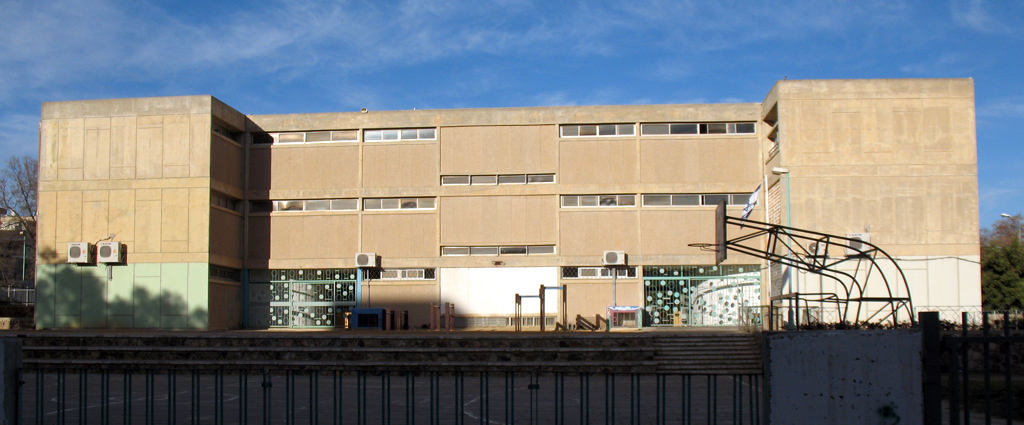

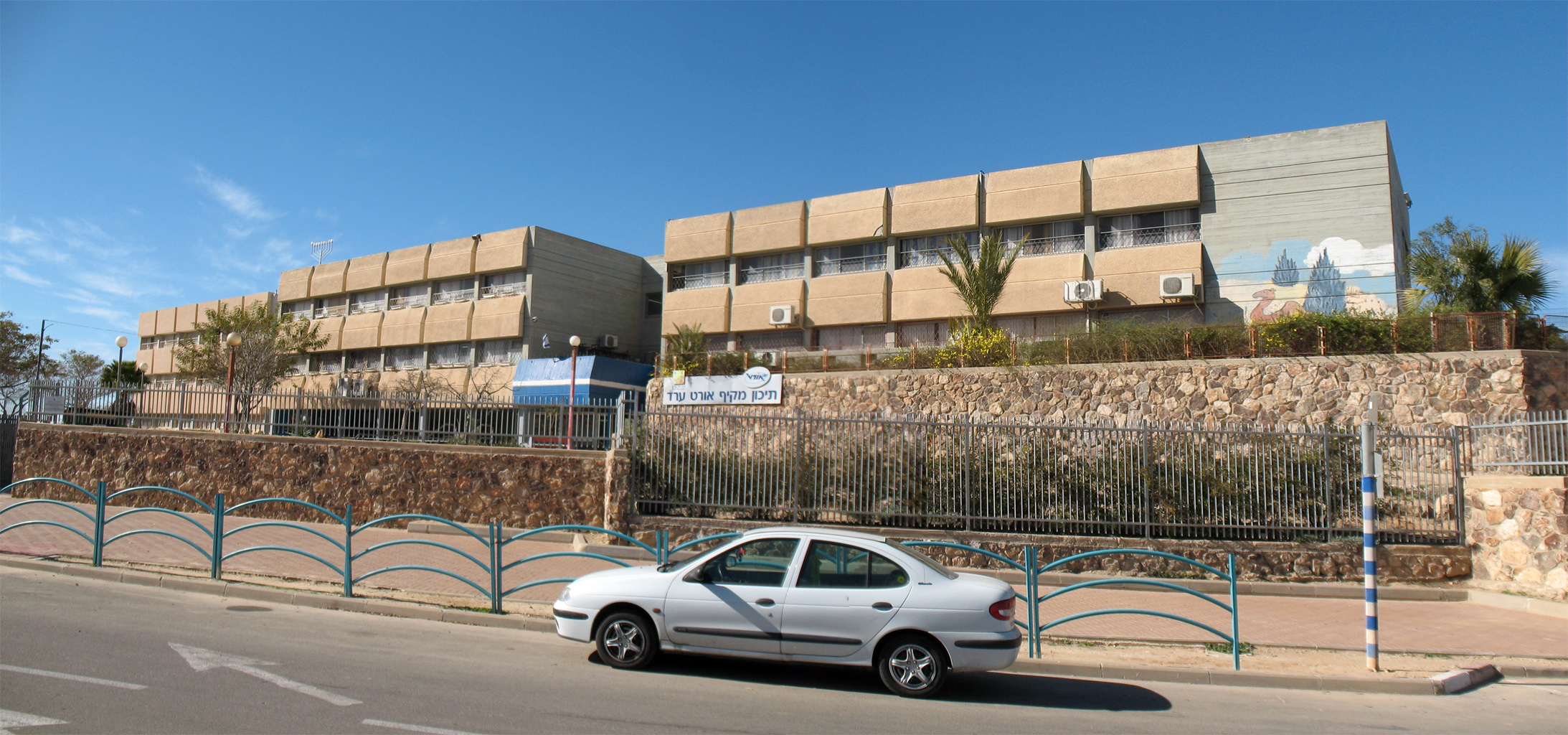

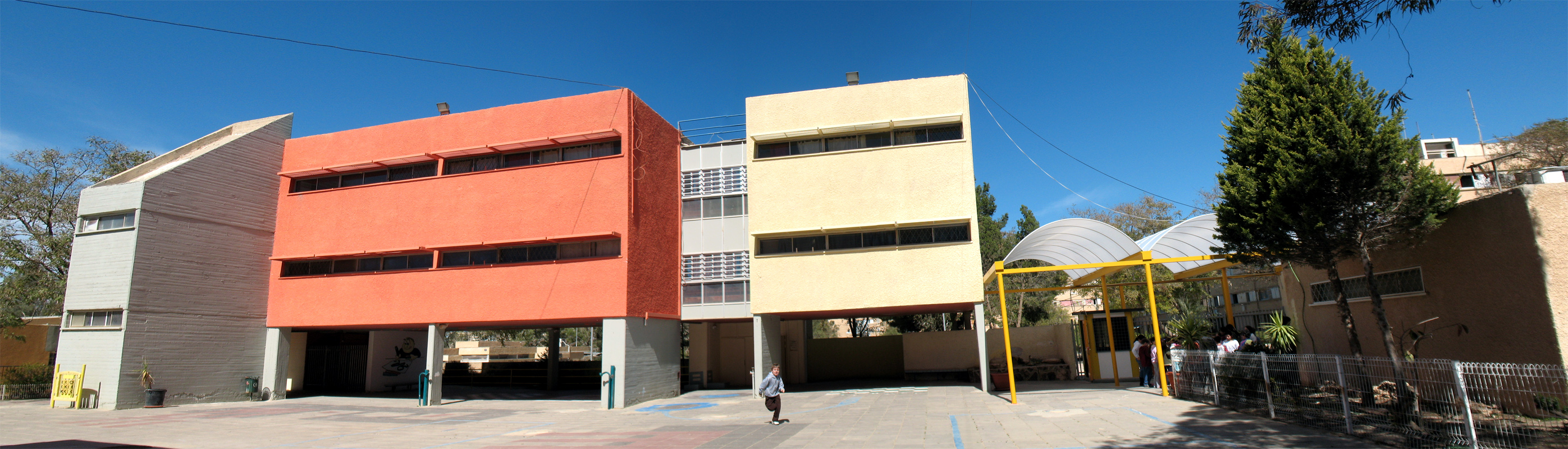

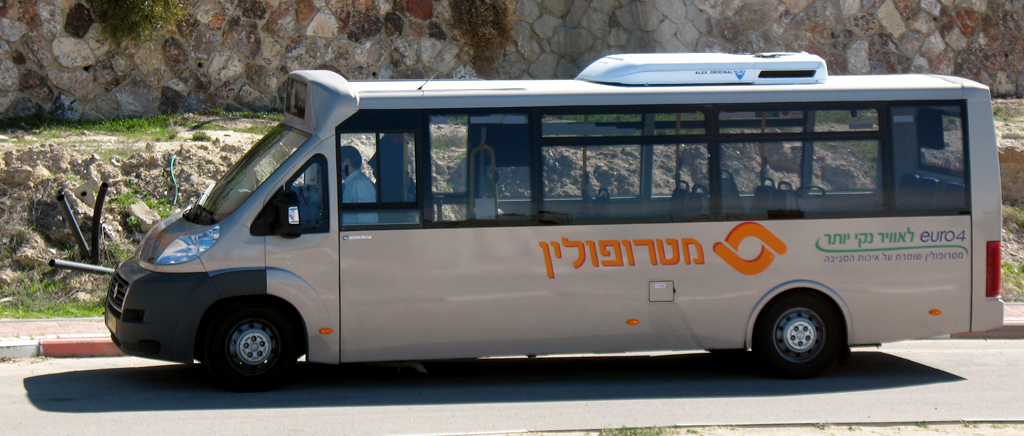

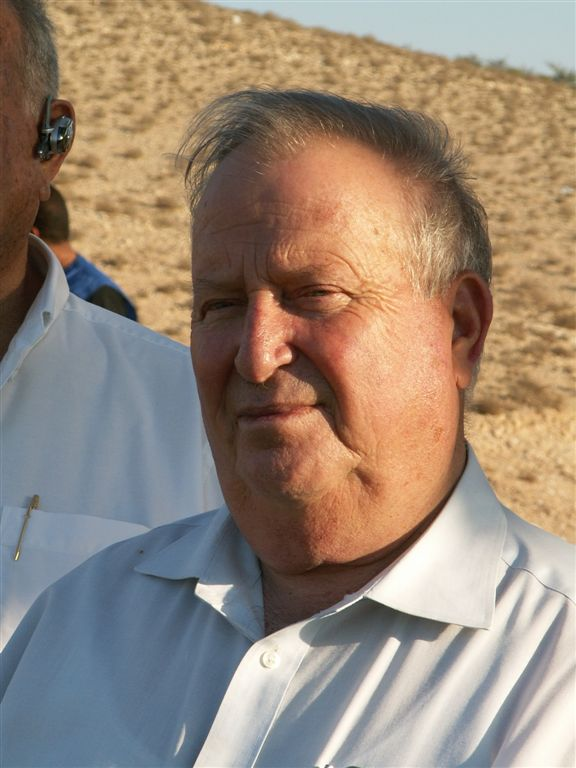

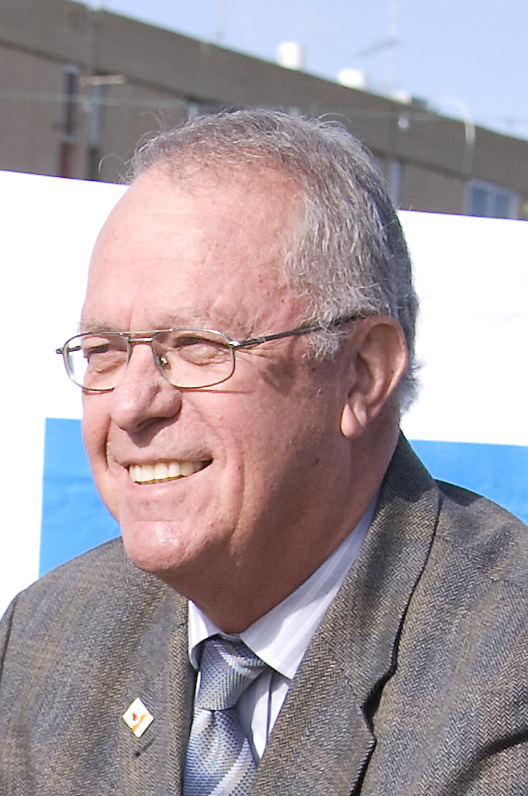

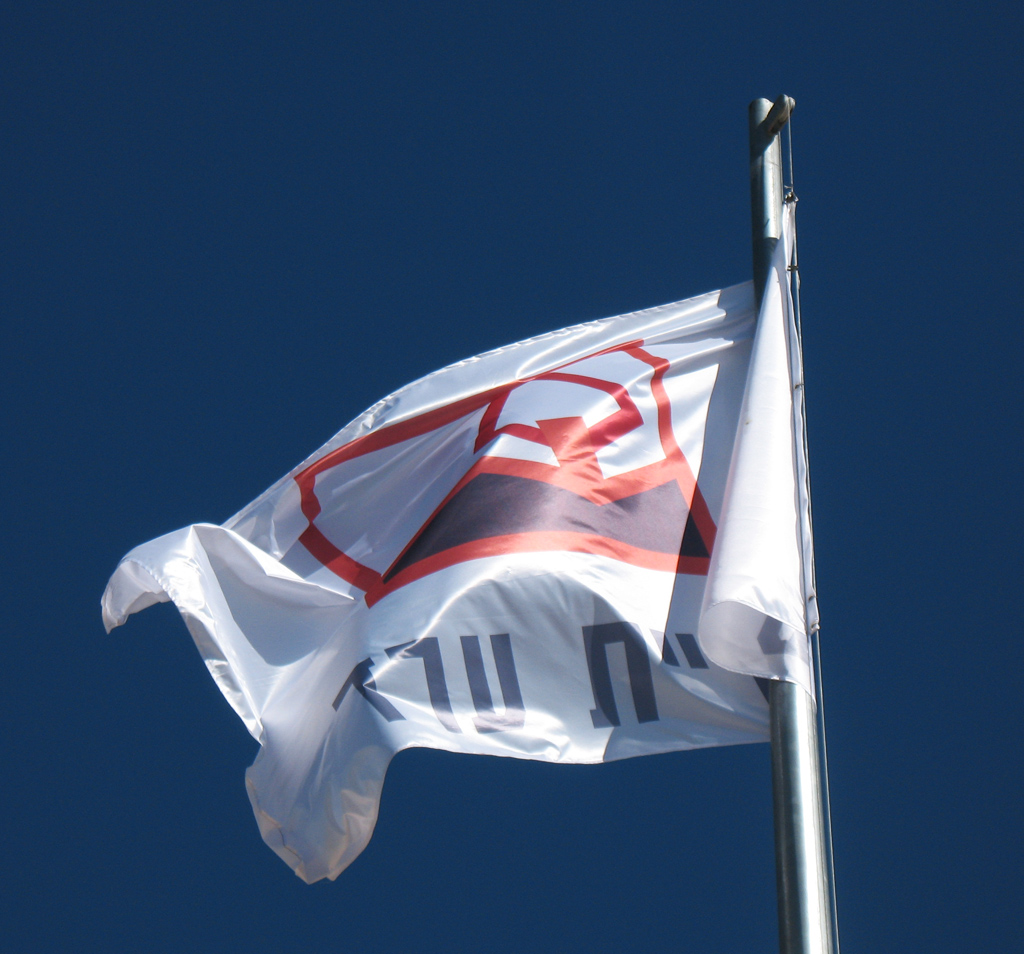

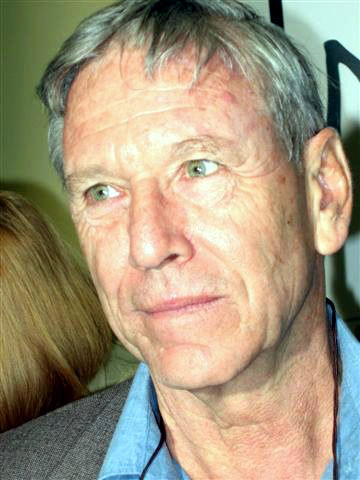

阿拉德是以色列的城市，位於該國東部，由南部區負責管轄，距離貝爾謝巴以東45公里，始建於1962年11月21日，面積93.14平方公里，海拔高度570米，2009年人口23,400，人口密度每平方公里251人。

## 友好城市
- 法國 苏瓦松

## 外部連結
- Official website （页面存档备份，存于） （希伯来文）
- Aradnik, the internet version of Arad's local HaTzvi weekly （页面存档备份，存于） （希伯来文）
- Arad by Google Maps （页面存档备份，存于）
- Arad GIS system （希伯来文）
- Arad Doll Museum